# 鲁伊纳斯
鲁伊纳斯（義大利語：Ruinas），是意大利奥里斯塔诺省的一个市镇。总面积30.38平方公里，人口735人，人口密度24.2人/平方公里（2009年）。ISTAT代码为095044。